# Transístor
O transístor ou transistor (do inglês transfer varistor: varistor de transferência) é um dispositivo semicondutor usado para amplificar ou trocar sinais eletrônicos e potência elétrica, considera-se inventado em 1947 pelos físicos estadunidenses John Bardeen, Walter Brattain e William Shockley. É composto de material semicondutor com pelo menos três terminais para conexão a um circuito externo. Uma tensão ou corrente aplicada a um par de terminais do transistor controla a corrente através de outro par de terminais. Como a potência controlada (saída) pode ser maior que a potência de controle (entrada), um transistor pode amplificar um sinal. Hoje, alguns transistores são embalados individualmente, mas muitos outros são encontrados embutidos em circuitos integrados. O transistor iniciou a era dos eletrônicos portáteis.
O transistor é o bloco de construção fundamental dos dispositivos eletrônicos modernos e é onipresente nos sistemas modernos. Julius Edgar Lilienfeld patenteou um transistor de efeito de campo em 1926, mas não foi possível construir um dispositivo de trabalho naquele momento. O primeiro dispositivo praticamente implementado foi um transistor de contato pontual inventado em 1947 pelos físicos estadunidenses John Bardeen, Walter Brattain e William Shockley. O transistor revolucionou o campo da eletrônica e abriu caminho para rádios, calculadoras e computadores menores e mais baratos, entre outras coisas. O transistor está na lista de marcos do IEEE em eletrônica, e Bardeen, Brattain e Shockley dividiram o Prêmio Nobel de Física em 1956 por sua conquista. A maioria dos transistores é feita de silício puro ou germânio, mas alguns outros materiais semicondutores também podem ser usados. Um transistor pode ter apenas um tipo de portador de carga, em um transistor de efeito de campo, ou pode ter dois tipos de portadores de carga em dispositivos de transistor de junção bipolar. Comparado com válvula termiônica, os transistores são geralmente menores e requerem menos energia para operar. Certos tubos de vácuo têm vantagens sobre os transistores em frequências de operação muito altas ou altas tensões operacionais. Muitos tipos de transistores são feitos para especificações padronizadas por vários fabricantes.

## Etimologia
O termo provém do inglês "transfer varistor", que em português representa "varistor de transferência", como era conhecido por seus inventores. O termo transístor foi cunhado por John R. Pierce como uma contração do termo transresistência.

## História

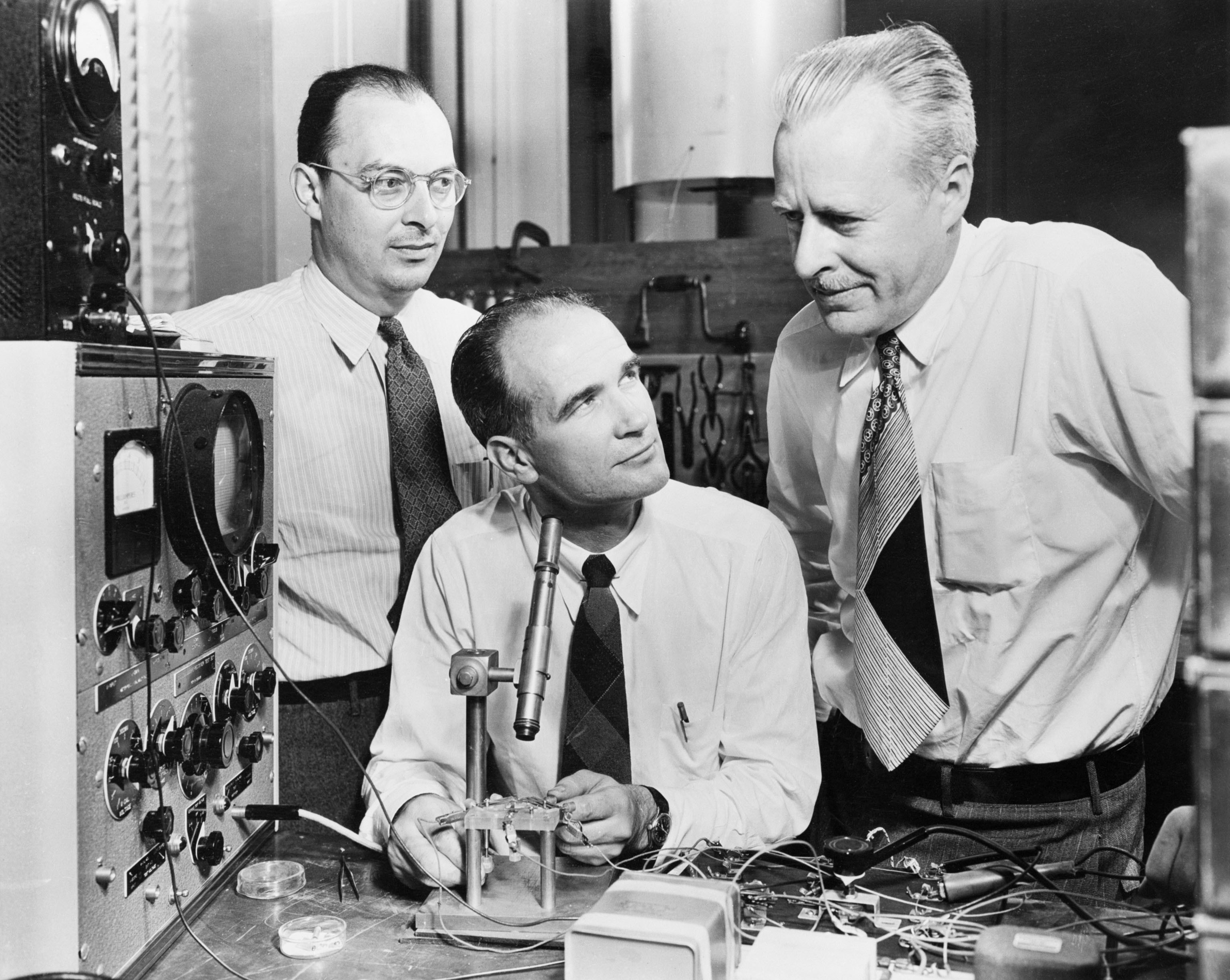
John Bardeen, William Shockley e Walter Brattain no Bell Labs, 1948

O tríodo termiônico, um tubo a vácuo inventado em 1906, possibilitou a amplificação da tecnologia de rádio e a telefonia de longa distância. O triodo, no entanto, era um dispositivo frágil que consumia uma quantidade substancial de energia. Em 1909, o físico William Eccles descobriu o oscilador de diodo de cristal. O físico Julius Edgar Lilienfeld depositou uma patente para um transistor de efeito de campo (FET) no Canadá em 1925, que foi planejado para ser um substituto de estado sólido para o tríodo. Lilienfeld também apresentou patentes idênticas nos Estados Unidos em 1926 e 1928. No entanto, Lilienfeld não publicou nenhum artigo de pesquisa sobre seus dispositivos, nem suas patentes citam exemplos específicos de um protótipo funcional. Como a produção de materiais semicondutores de alta qualidade ainda estava a décadas de distância, as idéias de amplificadores de estado sólido de Lilienfeld não teriam encontrado utilidade prática nas décadas de 1920 e 1930, mesmo se tal dispositivo tivesse sido construído. Em 1934, o inventor alemão Oskar Heil patenteou um dispositivo similar na Europa.

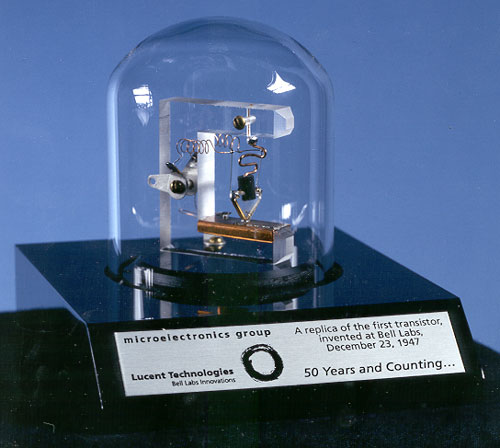
Uma réplica do primeiro transistor

De 17 de novembro de 1947 a 23 de dezembro de 1947, John Bardeen e Walter Brattain da Bell Labs da AT&T em Murray Hill, Nova Jersey, nos Estados Unidos, realizaram experimentos e observaram que quando dois pontos de ouro eram aplicados a um cristal de germânio, um sinal foi produzido com a potência de saída maior que a entrada, sendo considerado assim os inventores do transistor. O líder do grupo de física do estado sólido, William Shockley, viu o potencial nisso, e nos meses seguintes trabalhou para ampliar o conhecimento sobre semicondutores. O termo transístor foi cunhado por John R. Pierce como uma contração do termo transresistência. De acordo com Lillian Hoddeson e Vicki Daitch, autores de uma biografia de John Bardeen, Shockley propôs que a primeira patente do Bell Labs para um transístor deveria ser baseada no efeito de campo e que ele fosse reconhecido como o inventor. Tendo desenterrado as patentes de Lilienfeld que haviam entrado na obscuridade anos antes, os advogados da Bell Labs desaconselharam a proposta de Shockley porque a ideia de um transístor de efeito de campo que usasse um campo elétrico como uma "grade" não era nova. Em vez disso, o que Bardeen, Brattain e Shockley inventaram em 1947 foi o primeiro transístor de contato pontual. Em reconhecimento a essa conquista, Shockley, Bardeen e Brattain receberam conjuntamente o Prêmio Nobel de Física de 1956 "por suas pesquisas sobre semicondutores e sua descoberta do efeito do transistor".

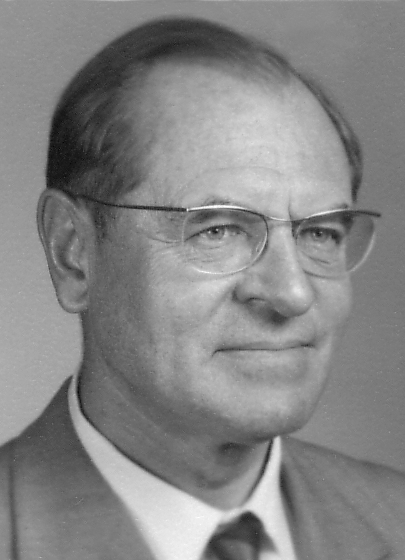
Herbert F. Mataré (1950)

Em 1948, o transistor de ponto de contato foi inventado independentemente pelos físicos alemães Herbert Mataré e Heinrich Welker enquanto trabalhavam na Compagnie des Freins et Signaux, uma subsidiária da Westinghouse localizada em Paris. Mataré tinha experiência anterior no desenvolvimento de retificadores de cristal de silício e germânio no esforço de radar alemão durante a Segunda Guerra Mundial. Usando esse conhecimento, ele começou a pesquisar o fenômeno da "interferência" em 1947. Em junho de 1948, testemunhando correntes fluindo através de pontos de contato, Mataré produziu resultados consistentes usando amostras de germânio produzidas por Welker, semelhante ao que Bardeen e Brattain haviam realizado antes, em dezembro de 1947. Percebendo que os cientistas da Bell Labs já haviam inventado o transistor antes deles, a empresa se apressou em colocar seu "transistron" em produção para uso amplificado na rede de telefonia da França.
Os primeiros transistores de junção bipolar foram inventados por William Shockley, da Bell Labs, que solicitou a patente (2.569.347) em 26 de junho de 1948. Em 12 de abril de 1950, os químicos Gordon Teal e Morgan Sparks, da Bell Labs, produziram com sucesso uma junção NPN bipolar que amplificava o transistor de germânio. A Bell Labs anunciou a descoberta deste novo transistor "sanduíche" em um comunicado de imprensa em 4 de julho de 1951.

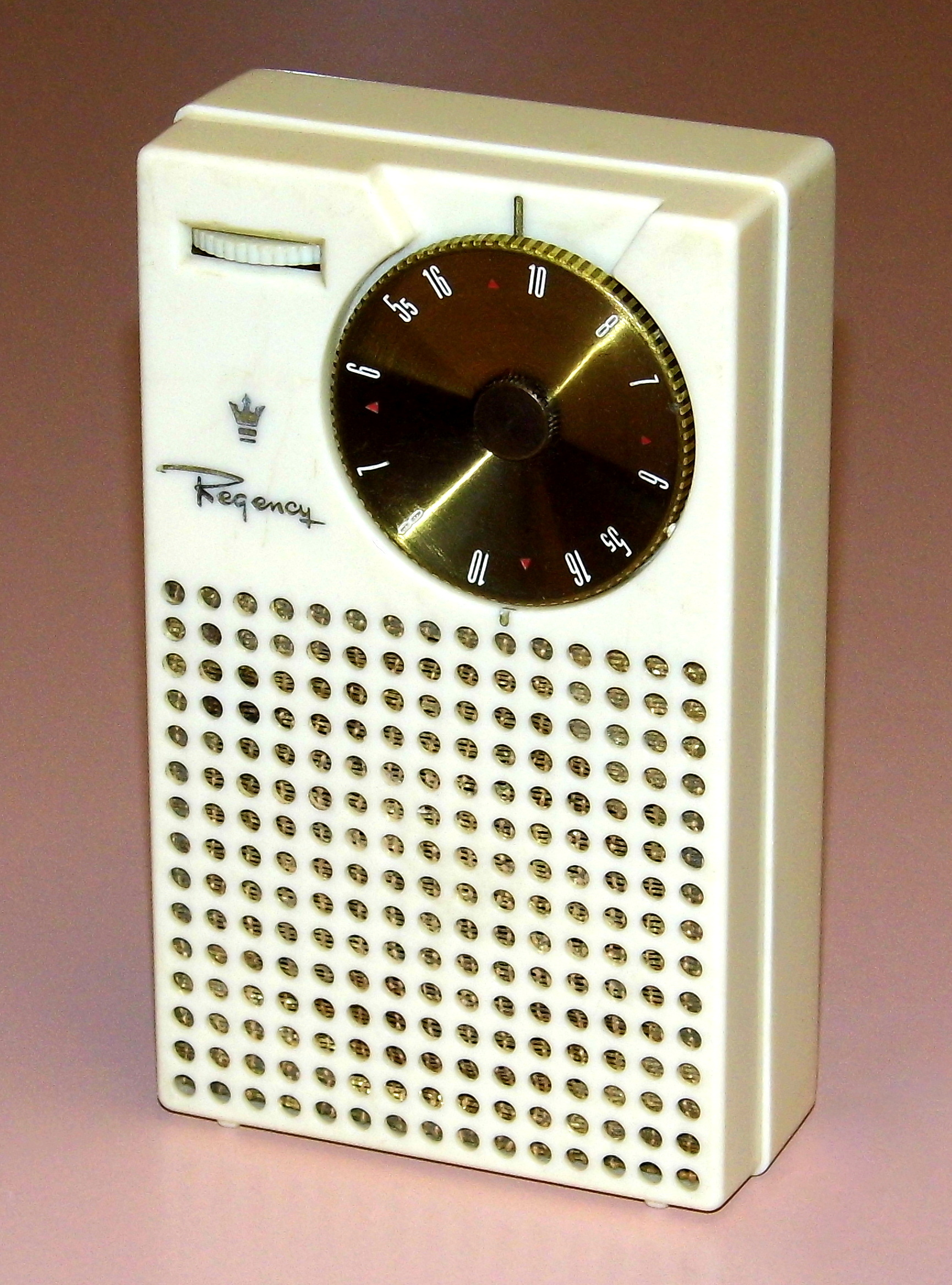
Regency TR-1: primeiro rádio transistorizado.

O primeiro transistor de alta frequência foi o transistor de germânio de superfície-barreira desenvolvido pela Philco em 1953, capaz de operar até 60 MHz. Estas foram feitas por gravura de depressões em uma base de germânio do tipo N de ambos os lados com jatos de sulfato de índio (III) até que ele tivesse alguns dez milésimos de uma polegada de espessura. O índio galvanizado nas depressões formava o coletor e o emissor.
O primeiro rádio transistor tipo "protótipo" foi apresentado pela INTERMETALL (empresa fundada por Herbert Mataré em 1952) na Internationale Funkausstellung Düsseldorf entre 29 de agosto de 1953 e 9 de setembro de 1953.
O primeiro rádio transistorizado de bolso de "produção" foi o Regency TR-1, lançado em outubro de 1954. Produzido como uma joint venture entre a Divisão de Regência da Industrial Development Engineering Associates, I.D.E.A. e Texas Instruments de Dallas, Texas, o TR-1 foi fabricado em Indianapolis, Indiana. Era um rádio quase de bolso com 4 transistores e um diodo de germânio. O desenho industrial foi terceirizado para a firma de Chicago Painter, Teague e Petertil. Foi lançado inicialmente em uma das quatro cores diferentes: preto, branco, vermelho e cinza. Outras cores deveriam seguir em breve.

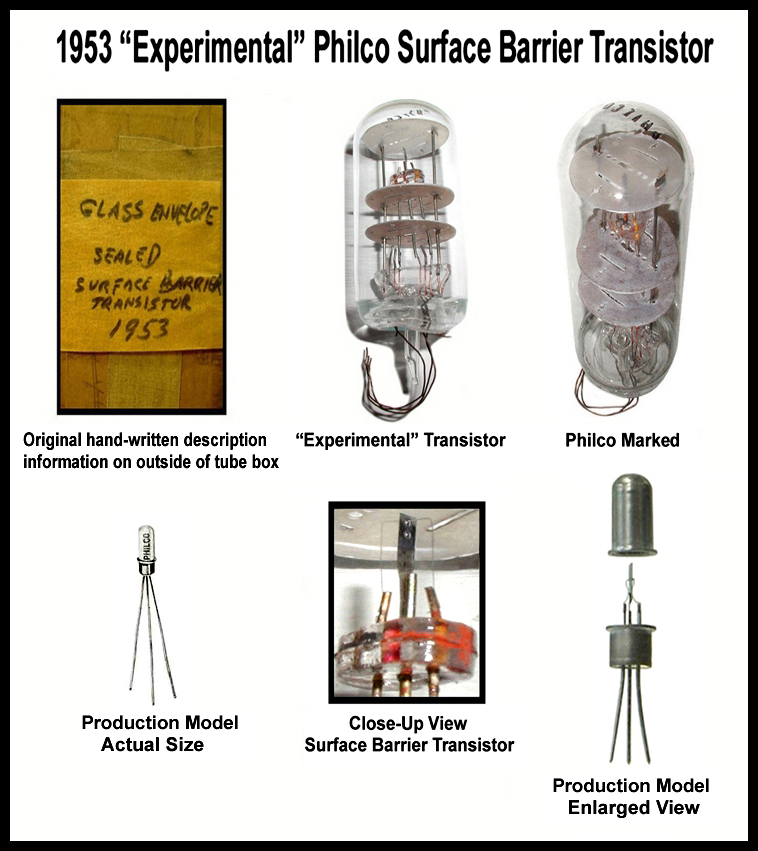
Transistor superfície-barreira desenvolvido e produzido pela Philco em 1953

O primeiro auto-rádio de produção "transistor" foi desenvolvido pelas corporações Chrysler e Philco e foi anunciado na edição de 28 de abril de 1955 do Wall Street Journal. A Chrysler havia fabricado o rádio para todos os transistores, o Mopar modelo 914HR, disponível como opção a partir do outono de 1955 para sua nova linha de carros Chrysler e Imperial de 1956, que atingiu os andares da concessionária em 21 de outubro de 1955.
O primeiro transistor de silício em funcionamento foi desenvolvido na Bell Labs em 26 de janeiro de 1954 por Morris Tanenbaum. O primeiro transistor de silício comercial foi produzido pela Texas Instruments em 1954. Este foi o trabalho de Gordon Teal, um especialista no cultivo de cristais de alta pureza, que já havia trabalhado no Bell Labs. O primeiro MOSFET efetivamente construído foi de Kahng e Atalla no Bell Labs em 1960.

## Importância

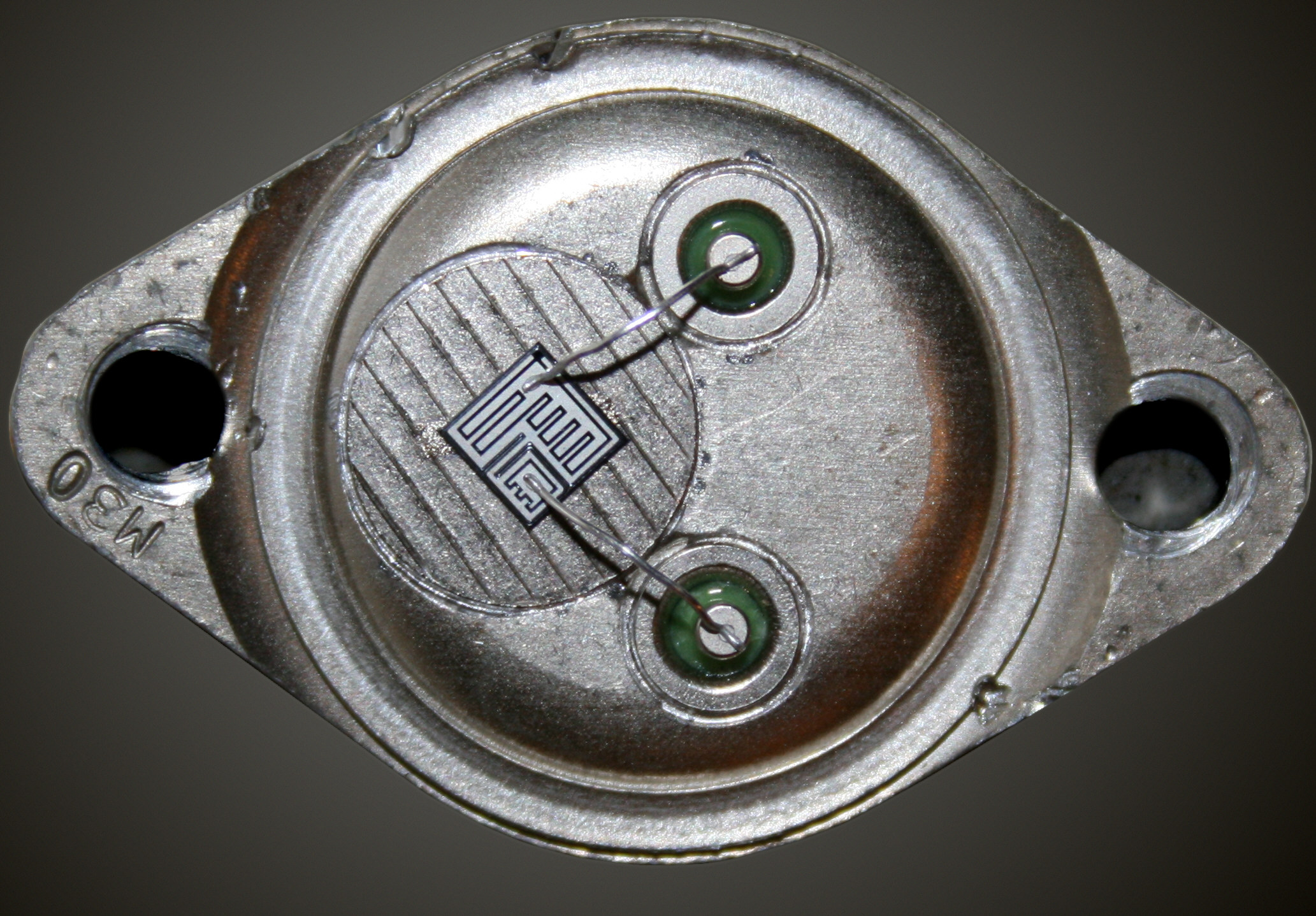
Um transistor Darlington aberto para que o chip transistorizado (o pequeno quadrado) possa ser visto dentro dele. Um transistor Darlington é efetivamente dois transistores no mesmo chip. Um transistor é muito maior do que o outro, mas ambos são grandes em comparação com os transistores na integração em grande escala, porque esse exemplo específico é destinado a aplicações de energia.

O transistor é o componente ativo chave em praticamente todos os eletrônicos modernos. Muitos consideram ser uma das maiores invenções do século XX. Sua importância na sociedade atual depende de sua capacidade de ser produzida em massa usando um processo altamente automatizado (fabricação de dispositivos semicondutores) que alcança custos surpreendentemente baixos por transistor. A invenção do primeiro transistor na Bell Labs foi nomeada como um marco na IEEE em 2009.
Embora várias empresas produzam mais de um bilhão de transistores embalados individualmente (conhecidos como "discretos") a cada ano, a grande maioria dos transistores agora é produzida em circuitos integrados (muitas vezes encurtados para IC, microchips ou simplesmente chips), junto com diodos, resistores, capacitores e outros componentes eletrônicos, para produzir circuitos eletrônicos completos. Uma porta lógica consiste em até cerca de vinte transistores, enquanto um microprocessador avançado, a partir de 2009, pode usar até 3 bilhões de transistores (MOSFETs). "Cerca de 60 milhões de transistores foram construídos em 2002 ... para [cada] homem, mulher e criança na Terra".